# 福雷斯特格倫公園 (馬里蘭州)
福雷斯特格倫公園（英語：Forest Glen Park）是位於美國馬里蘭州蒙哥馬利縣的一個非建制地區。

## 地理
福雷斯特格倫公園所處的海拔為高於海平面96米（即315英呎），而該地所採用的時區為UTC-5，即北美东部時區（EST）。同時該地設有夏令時間，為UTC-5調快一小時，即UTC-4（EDT）。